# Caracalla

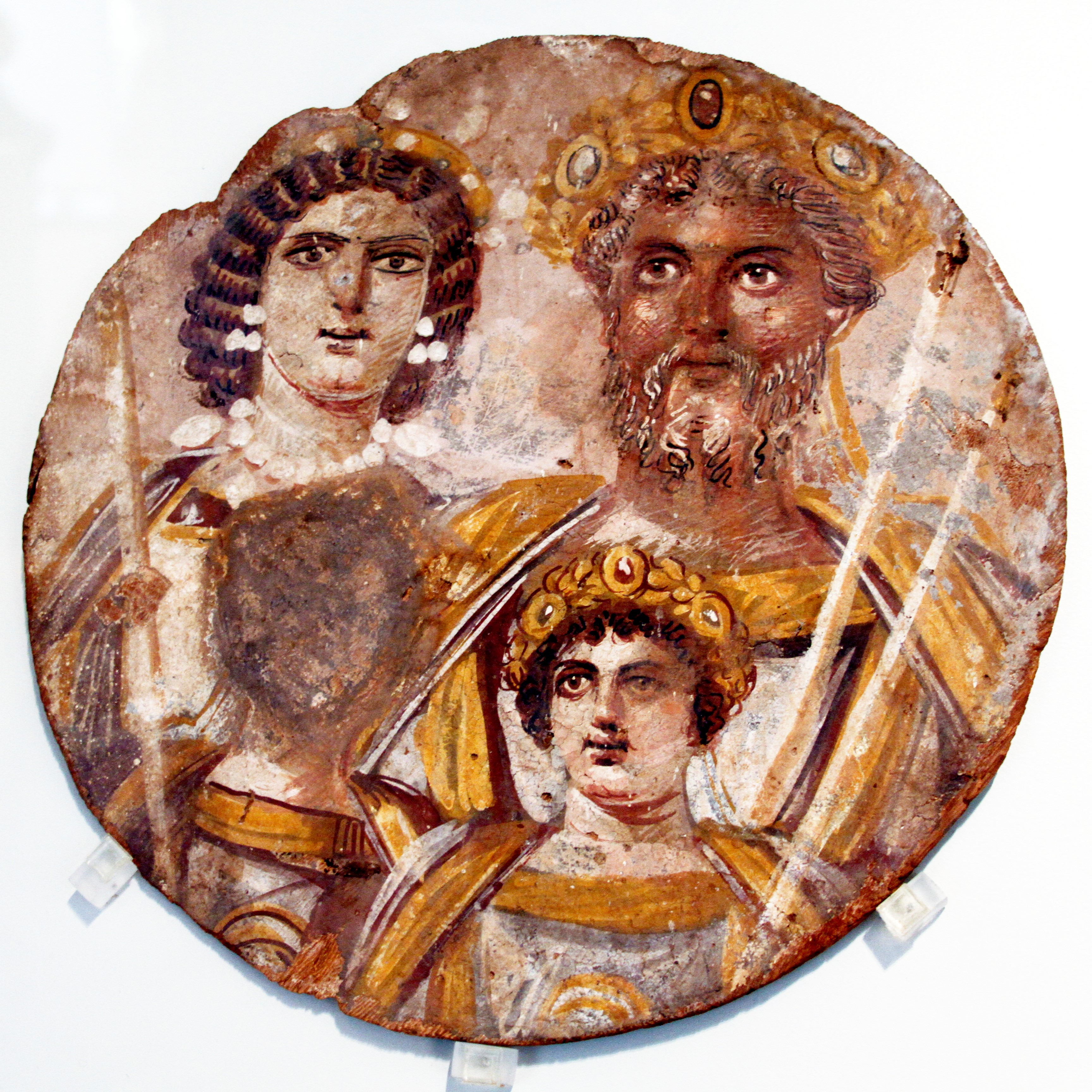
Tondo med den severiska familjen bestående från vänster av Julia Domna, Septimius Severus, en bortskrapad Geta (nederst till vänster) och Caracalla (nederst till höger).

Caracalla, som romersk kejsare kallad Marcus Aurelius Severus Antoninus Augustus, född som Bassianus 4 april 188 i Lugdunum, död 8 april 217 i Carrhae. Namnet Caracalla, egentligen Caracallus, fick han efter att han föredrog att bära en fotsid gallisk dräkt (kappa) med det namnet. Caracalla regerade tillsammans med sin far Septimius Severus från den 28 januari 198 till den 4 februari 211, med sin bror Geta från 209 till den 26 december 211 och därefter som ensam kejsare till den 8 april 217. Hans mor var Julia Domna och han var gift med Fulvia Plautilla. Caracalla var av berbiskt ursprung på sin fars sida och syriskt ursprung på sin mors sida.
Caracalla mördade sin bror Geta samt dennes anhängare i syfte att bli ensam kejsare. Därutöver lät Caracalla uttala damnatio memoriae över sin bror. Caracalla var ensam kejsare i fem år, innan han själv slutligen knivmördades av en officer ur praetoriangardet, Julius Martialis, på anstiftan av Macrinus, som därpå utropades till kejsare.
Caracallas viktigaste åtgärd under sin regeringstid var utvidgningen av den romerska medborgarrätten. Hans namn är främst förknippat med den storslagna badanläggning, Caracallas termer, som invigdes år 216.